# فرانک رایشر
فرانک رایشر (آلمانی: Frank Reicher؛ ‏ ۲ دسامبر ۱۸۷۵ – ۱۹ ژانویهٔ ۱۹۶۵) هنرپیشه، و کارگردان اهل آلمان بود.
از فیلم‌ها یا برنامه‌های تلویزیونی که وی در آن نقش داشته است می‌توان به راه بازگشت،  کینگ کونگ، دکتر سایکلاپس، گناه مادلن کلوده، در صحنه، داستان لوئی پاستور، زیرزمین اشاره کرد.